# Toledo e regina
Toledo e regina è un album del 1986 della cantante italiana Teresa De Sio.

## Tracce
1. Passione – 3:59
2. Palomma 'e notte – 3:37
3. Piscatore 'e Pusilleco – 3:55
4. I' te vurria vasà – 4:23
5. Santa Lucia luntana – 3:57
6. Maggio si ttu / Era di maggio – 6:20
7. Voce 'e notte – 4:23
8. Catari' (Marzo) – 4:06
9. Serenata napuletana – 5:03

## Formazione
- Teresa De Sio - voce
- Adriano Giordanella - percussioni
- Ernesto Vitolo - vibrafono, pianoforte
- Ares Tavolazzi - basso, contrabbasso
- Antonello Salis - fisarmonica
- Franco Giacoia - chitarra
- Roberto Fix - sassofono soprano